# 丰特斯德鲁维耶洛斯
丰特斯德鲁维耶洛斯，是西班牙阿拉贡自治区特鲁埃尔省的一个市镇。总面积39平方公里，总人口98人（2001年），人口密度3人/平方公里。